# Равшанбек Олімов
Равшанбек Озодбекович Олімов (1966) — узбецький дипломат. Надзвичайний і Повноважний Посол Республіки Узбекистан.

## Біографія
Народився у 1966 році в Жалолкудуському районі Андижанський вілоят Узбекистан. У 1990 закінчив Московський державний університет ім. Н. Є. Баумана, у 1997-му — Академію державного та громадського будівництва при Президенті Республіки Узбекистан. Володіє російською та англійською мовами.
З 1990 по 1992 — спеціаліст відділу роботи зі студентами наукового центру «Ніхол» при Союзі молоді Республіки Узбекистан.
З 1993 по 1994 — заступник генерального директора спільного підприємства узбецько-білоруського підприємства «Узбелст».
З 1994 по 1996 — заступник начальника управління Повноважного представника Міністерства зовнішніх економічних зв'язків Республіки Узбекистан в Андижанському вілояті.
З 1997 по 2000 — консультант з питань зовнішніх економічних зв'язків Апарату Президента Республіки Узбекистан.
З 2000 по 2001 — провідний спеціаліст з питань мобілізації та державних резервів секретаріату Прем'єр-міністра Республіки Узбекистан.
З 2001 по 2003 — начальник управління розвитку зовнішніх економічних відносин та прогнозування зовнішнього торгового балансу Міністерства макроекономіки та статистики Узбекистану.
З 2003 по 2006 — Надзвичайний і Повноважний Посол Республіки Узбекистан в Києві (Україна).